# Metro Pictures Corporation
Metro Pictures Corporation fue una productora cinematográfica fundada a principios de 1915 en Jacksonville, Florida. Fue una precursora de Metro-Goldwyn-Mayer. La compañía produjo sus películas en Nueva York, Los Ángeles y, a veces, en instalaciones alquiladas en Fort Lee, Nueva Jersey. Fue comprada en 1919.

## Historia
Metro Pictures fue fundada como una empresa de distribución de películas en febrero de 1915 por varios «hombres de cambistas» con Richard A. Rowland como presidente, George Grombacher como vicepresidente y Louis B. Mayer como secretario. Grombacher poseía casas de cambio en Portland y Seattle. Rowland y el segundo vicepresidente de Metro, James B. Clark, eran de la empresa Roland & Clark, con sede en Pittsburgh. Metro fue capitalizada con $300 000 en efectivo y fundada con el propósito de controlar las producciones cinematográficas para las bolsas de balores. Rowland había sido inversor en Alco Films, que era una empresa distribuidora de una coalición de productoras. Mayer convenció a Rowland de establecer Metro para reemplazar a Alco y evitar que Paramount Pictures, Mutual Film o Universal Pictures la reemplazaran. Metro hizo que Rolfe Photoplays, Inc. y Popular Plays and Players se mudaran de Alco a Metro. Las compañías de producción adicionales que trabajaron con Metro fueron Columbia (1915-1917 [no la actual Columbia], posteriormente CBC Sales hasta 1918), Quality Picture Corporation y Dyreda. Mayer se fue para formar su propia unidad de producción en 1918.
En 1919, Metro estableció su estudio de Hollywood en Lillian Way y Eleanor St. mientras construía su enorme estudio que cubría 4 cuadras de la ciudad en Romaine St. y Cahuenga Blvd, que abrió en 1920. Su lote trasero se estableció en 1920 en Hollywood en N. Cahuenga Boulevard entre Willoughby Avenue y Waring Avenue limitado por Lillian Way al este (hoy sede de Red Studios Hollywood).
El primer lanzamiento de Metro el 29 de marzo de 1915 fue Satan Sanderson, una película producida por Rolfe Photoplays que originalmente iba a ser distribuida por Alco Film Company. Sealed Valley fue la primera producción de Metro estrenada el 2 de agosto de 1915. William Frederick Jury distribuyó las películas de Metro en Gran Bretaña.
En 1920, Marcus Loew compró la empresa como proveedor de productos para su cadena de teatros. Sin embargo, Loew no estaba satisfecho con la cantidad o la calidad de la producción de Metro. Unos años más tarde, en 1924, Loew la fusionó con Goldwyn Pictures y, en breve, Louis B. Mayer Productions cambió el nombre de la nueva entidad a Metro-Goldwyn-Mayer ese año con Mayer a cargo (que nunca fue propietario y solo fue un empleado).

## Estrellas
Las estrellas más grandes de Metro durante el período de la Primera Guerra Mundial fueron las parejas románticas de Francis X. Bushman y Beverly Bayne por un lado, y Harold Lockwood y May Allison por el otro. También en los escalones más altos de importancia estaban las actrices Mae Murray y Viola Dana y desde el escenario Lionel y Ethel Barrymore, Emmy Wehlen y Emily Stevens. Antes de fusionarse con MGM en 1924, la lista de estrellas de Metro se había expandido para incluir a Lillian Gish, Buster Keaton, Jackie Coogan, Marion Davies, Ramon Novarro, Wallace Beery y Lewis Stone.

## Motion Picture Studios
Aunque la biblioteca de películas de Metro y las estrellas fueron hacía MGM en 1924, una parte del estudio de cine de Rowland en Los Ángeles continuó con otro camino. Originalmente abarcando cuatro cuadras de la ciudad, una cuadra continuó como un estudio conocido simplemente como Motion Picture Studios durante la década de 1940, y como General Service Studios y Desilu Studios durante las décadas de 1950 y 1960. Se convirtió en Ren-Mar Studios en 1974. En enero de 2010, Red Digital Cinema Camera Company compró Ren-Mar Studios. El complejo pasó a llamarse «Red Studios Hollywood». Está ubicado en Cahuenga Blvd. al norte de Melrose Avenue en Hollywood, directamente detrás de Musicians AFM Local 47 en Vine Street.
David E. Kelley filmó allí varias de sus series de televisión, incluidas Picket Fences, Ally McBeal y The Practice.

## Galería
|                                                          |
| Anuncio de The Right of Way (1915) con William Faversham |

|                                                |
| Anuncio de Convict 13 (1920) con Buster Keaton |

|                                                         |
| Anuncio de Alias Jimmy Valentine (1920) con Bert Lytell |

|                                                       |
| Anuncio de The Off-Shore Pirate (1921) con Viola Dana |

|                                                             |
| Anuncio de Peacock Alley (1922) con Monte Blue y Mae Murray |